# Aldo Cappelli
Aldo Cappelli (Forlimpopoli, 18 luglio 1940 – Forlì, 29 settembre 2002) è stato uno scrittore, commediografo e romanziere italiano.

## Biografia
Diplomato all'istituto magistrale di Forlimpopoli, ha svolto, nel tempo lasciatogli libero dalla sua professione di maestro elementare, un'intensa attività letteraria e politica. È stato il più originale autore di teatro dialettale romagnolo negli anni settanta, con testi che vanno dalla comicità pura (La fameja instarghida, Augh e stargon indien, Robi da met, Al tre verité) alla satira politica (Scatuleti e tajadeli, I curcuion) al dramma a sfondo storico (A caval de front, E nom) sperimentando anche generi inconsueti come il dramma allegorico (La fen de mond) o la storia d'Italia in forma di cabaret (Storia ad nuitar).
Nei suoi ultimi anni di vita, ha pubblicato una trilogia di romanzi, frutto di vent'anni di lavoro, sulla storia della Romagna negli ultimi tre secoli (Ottocento romagnolo, 1996, Novecento romagnolo 2001, Settecento romagnolo, postumo 2004) e un'altra trilogia, incompiuta, ispirata ad episodi di violenza politica realmente accaduti nella Forlimpopoli dei primi anni venti (L'ultimo giorno del fattore Graziani, 1994, sull'assassinio del nonno materno dell'autore, Il giorno che bruciò Forlimpopoli postumo 2002). Alle opere citate vanno aggiunti numerosi testi teatrali, romanzi per ragazzi o a sfondo politico e racconti satirici rimasti inediti.
Accanto a quella letteraria, ha svolto un'altrettanta intensa attività di pungente polemista politico, ispirata agli ideali mazziniani e rivolta principalmente contro il comunismo e contro la linea politica prima di Ugo e poi di Giorgio La Malfa (in polemica coi quali lasciò per due volte il PRI).
Suo fratello Ildo è stato segretario della Federazione Giovanile Repubblicana negli anni sessanta.